# Letlhakane
Letlhakane ist ein Ort im Central District in Botswana. Südöstlich befindet sich eine Diamantenmine.

## Geographie
Im Jahr 2011 hatte Letlhakane 20.481 Einwohner.
Letlhakane liegt im Nordosten der flachen, ariden Kalahari und erstreckt sich entlang einem meist trockenen Flussbett. Rund 15 Kilometer nordwestlich liegt der Ort Orapa. Im Norden liegen die Makgadikgadi-Salzpfannen und rund 220 Kilometer östlich die Stadt Francistown.

## Geschichte
1967 wurden in dem Gebiet diamanthaltige Kimberlit-Dykes entdeckt; 1975 wurde die Letlhakane Diamond Mine eingerichtet. Das Setswana-Wort Letlhakane bedeutet etwa „Kleine Schilfrohre“.

## Wirtschaft und Infrastruktur
Die Letlhakane Diamond Mine ist ein Tagebau und gehört wie andere umliegende Diamantminen zum Debswana-Konzern. Die Mine liegt rund elf Kilometer südöstlich Letlhakanes. Mit der Orapa Diamond Mine und der Damtshaa Diamond Mine liegen zwei weitere Diamantenminen der Debswana in weniger als 30 Kilometer Entfernung. Alle drei Minen werden von Orapa aus verwaltet. 2011 betrug die Förderung der drei Minen 12,25 Millionen Karat. 2006 wurden in der Letlhakane Diamond Mine rund 1,089 Millionen Karat gefördert. Das Letlhakane Uranium Project ist ein geplanter Abbau von Uran(V,VI)-oxid in einem Gebiet zwischen Letlhakane und Francistown.
Straßenverbindungen bestehen auf der A14 nach Nordwesten Richtung Orapa sowie nach Serowe im Südosten.
Östlich des Ortes steht ein Gefängnis.